# Rezerwat na Policy im. prof. Zenona Klemensiewicza
Rezerwat na Policy im. prof. Zenona Klemensiewicza – leśny rezerwat przyrody na północnym stoku Policy, która w regionalizacji fizycznogeograficznej Polski według Jerzego Kondrackiego zaliczane jest do Beskidu Żywieckiego, w nowszej regionalizacji z 2018 roku do Beskidu Żywiecko-Orawskiego.

## Opis
Rezerwat obejmuje 58,73 ha wysokogórskiego boru świerkowego zachowanego w stanie naturalnym. Położony jest na wysokości od 1200 do 1369 m n.p.m. W rezerwacie występują następujące gatunki roślin chronionych: liczydło górskie, tojad mocny, parzydło leśne, omieg górski, zarzyczka górska, wawrzynek wilczełyko, widłak wroniec, widłak jałowcowaty, goryczka trojeściowa, pierwiosnek wyniosły, kosodrzewina i limba. Spośród ptaków występujących tutaj najbardziej interesujące są głuszec i dzięcioł trójpalczasty. Stwierdzono również występowanie sichrawy karpackiej, endemicznego dla Karpat gatunku chrząszcza.
Nazwany na cześć profesora Uniwersytetu Jagiellońskiego Zenona Klemensiewicza, językoznawcy i pedagoga, który zginął 2 kwietnia 1969 w katastrofie lotniczej na północnym stoku Policy.
Przez rezerwat przechodzi zielony szlak turystyczny do centrum Zawoi.
Rezerwat leży w gminie Zawoja, w powiecie suskim, w województwie małopolskim, w całości na terenie leśnictwa Skawica (nadleśnictwo Sucha). Przylega do rezerwatu przyrody Na Policy, utworzonego w 1998 r.
Rezerwat wchodzi w skład dwóch obszarów Natura 2000: ostoi ptasiej PLB 120006 „Pasmo Policy” oraz ostoi siedliskowej – PLH 120012 „Na Policy”.

## Galeria

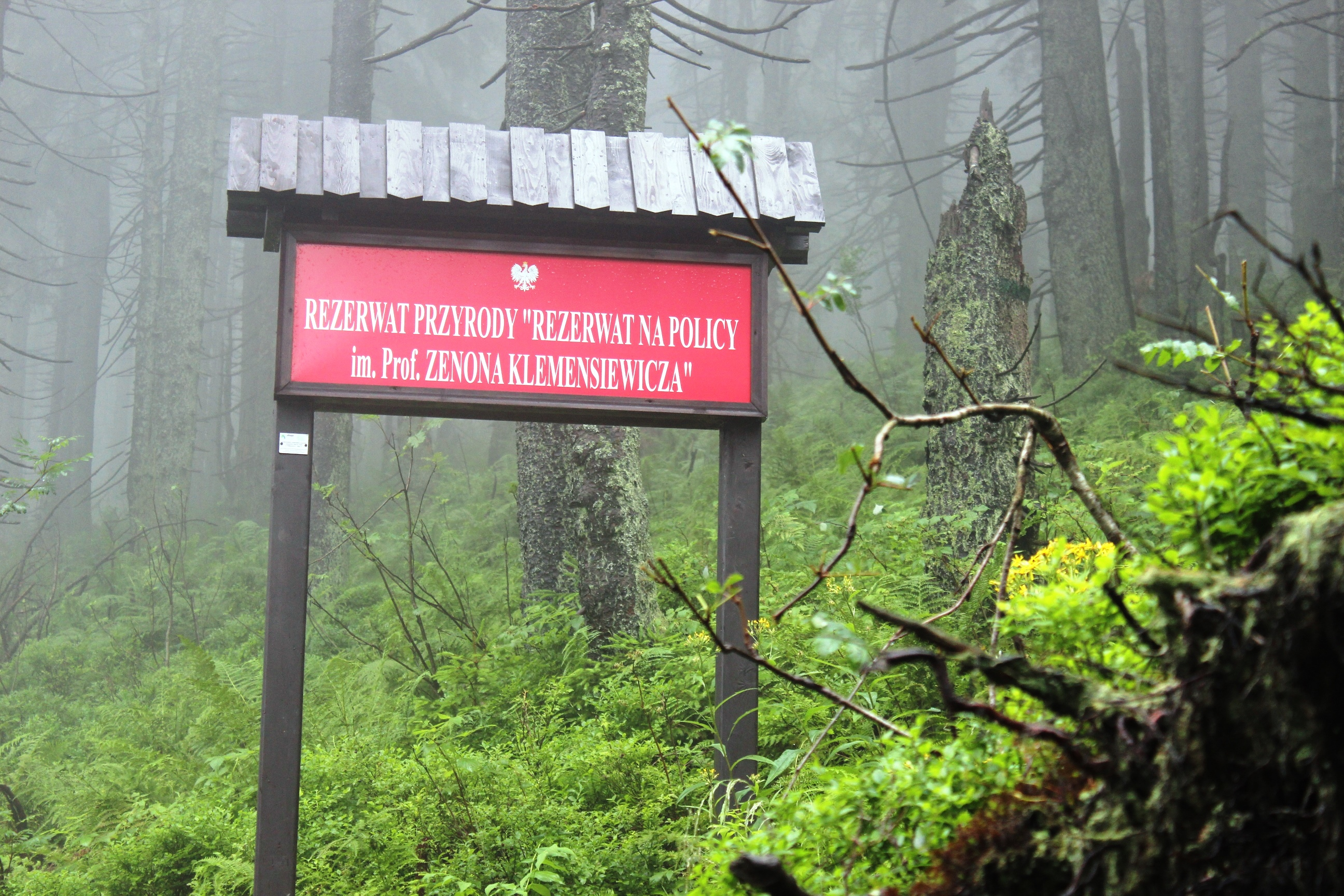
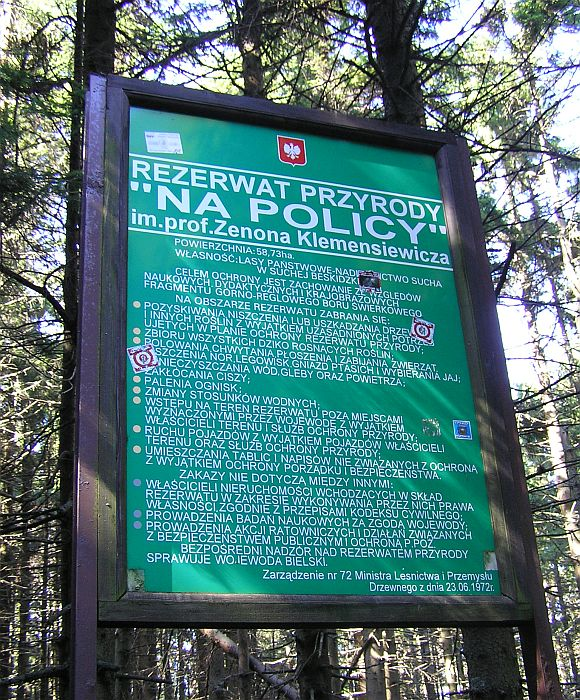
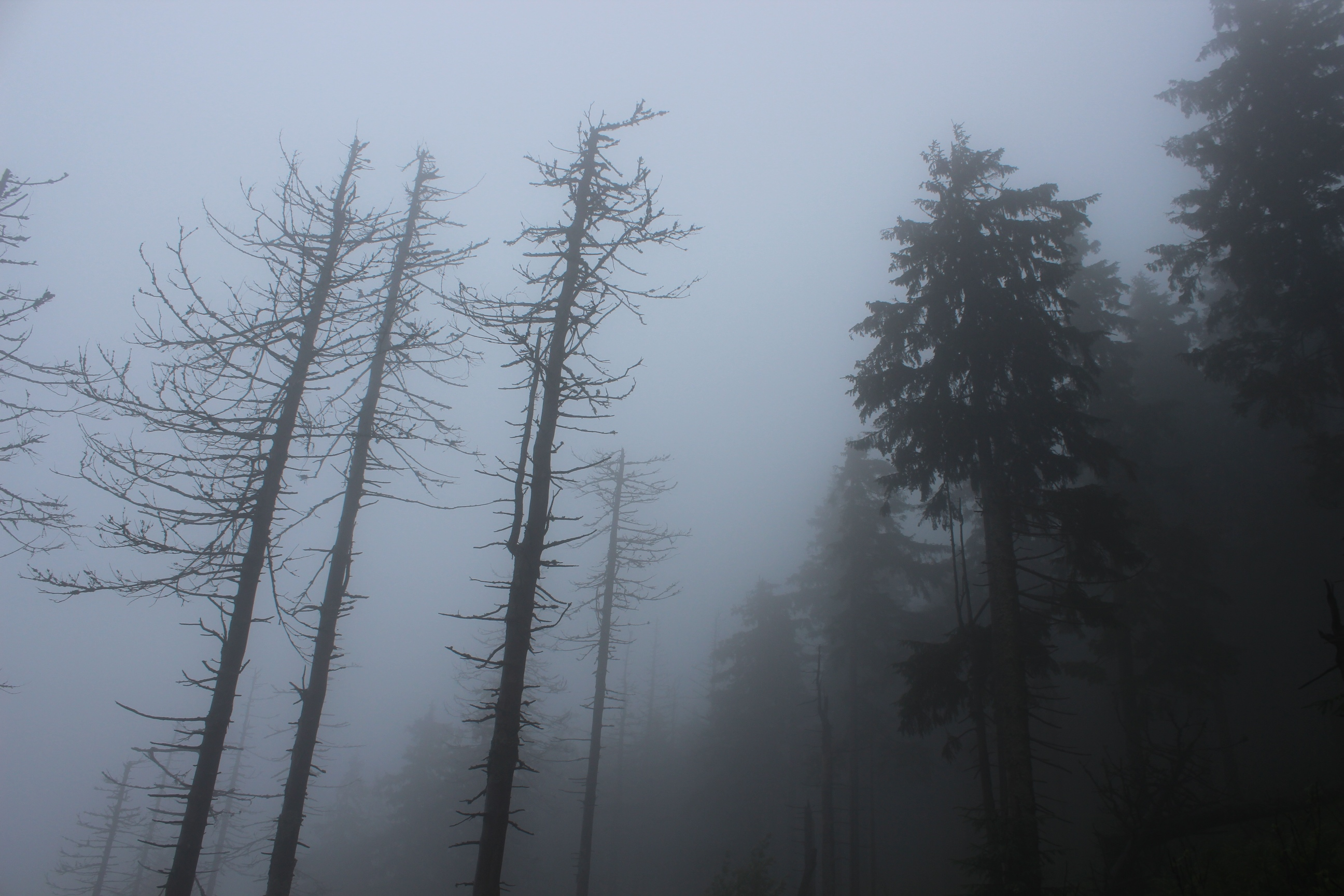
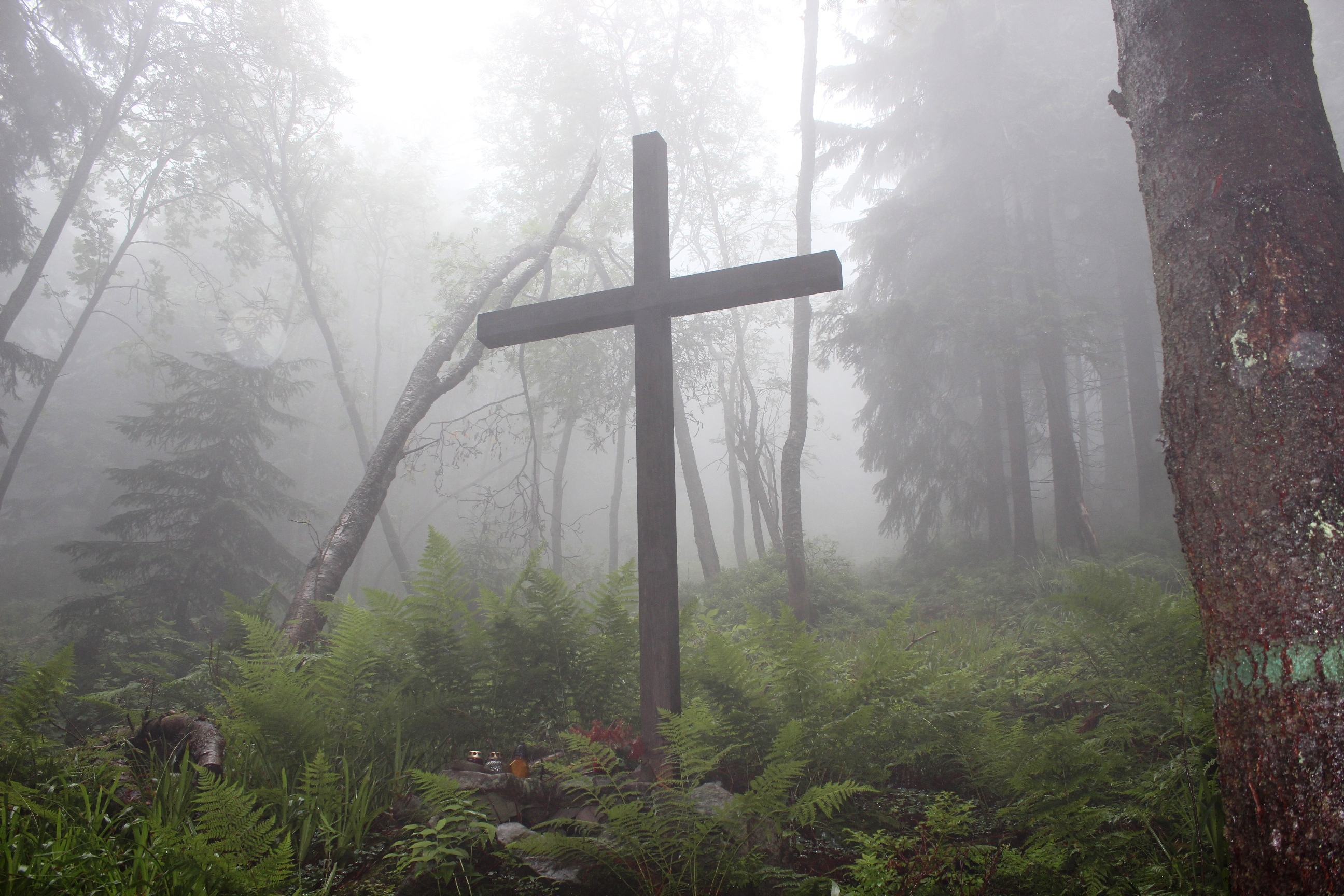
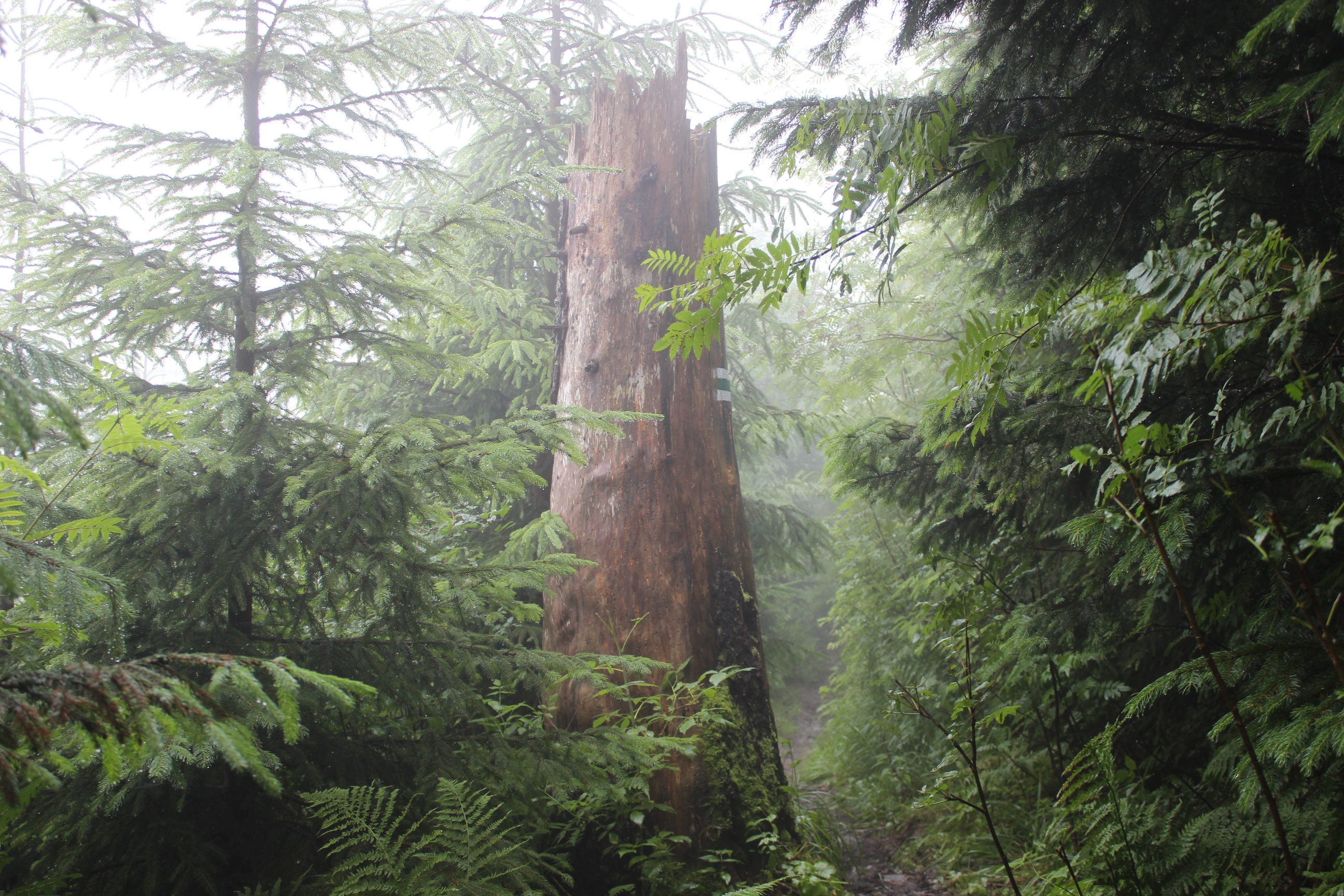
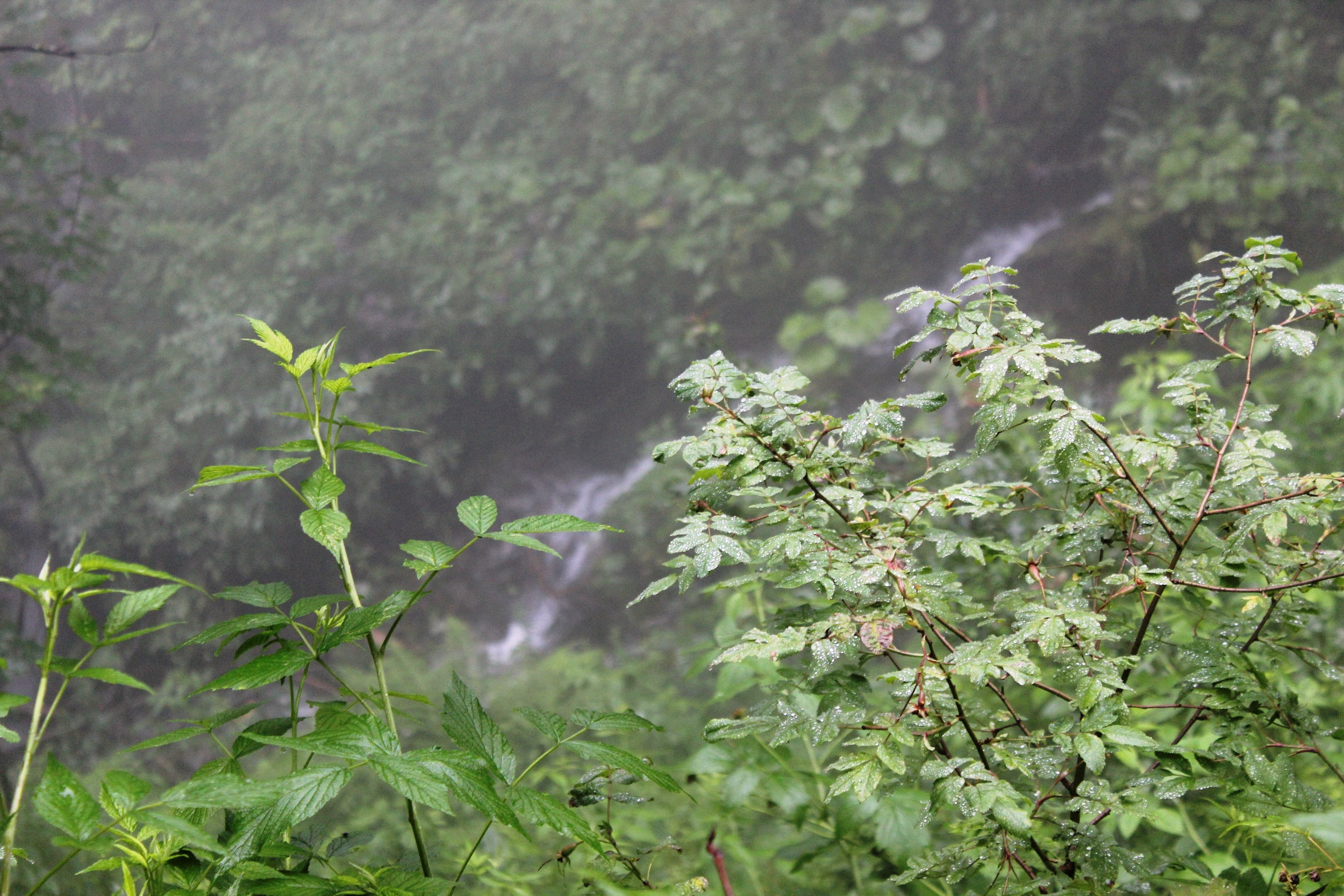
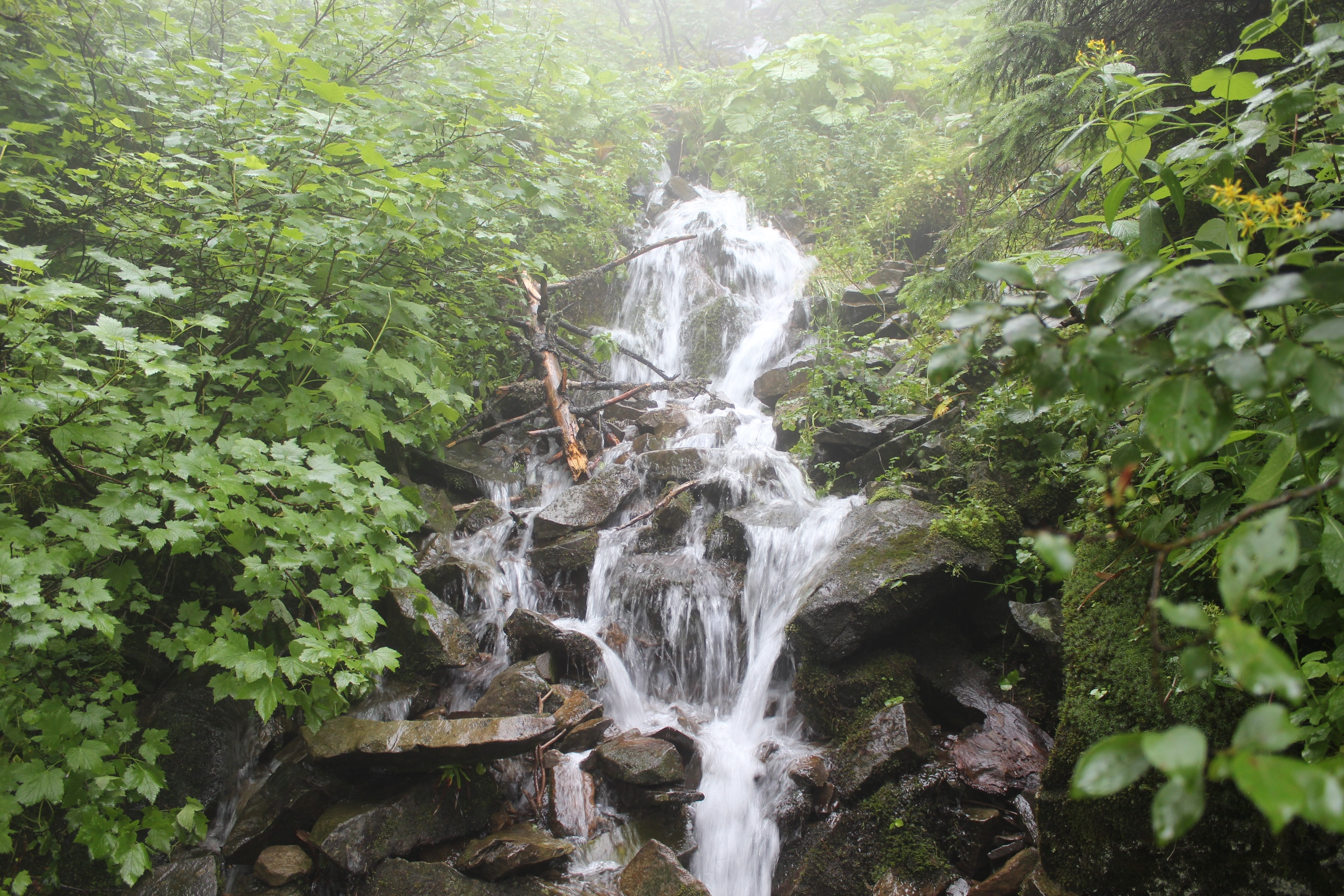
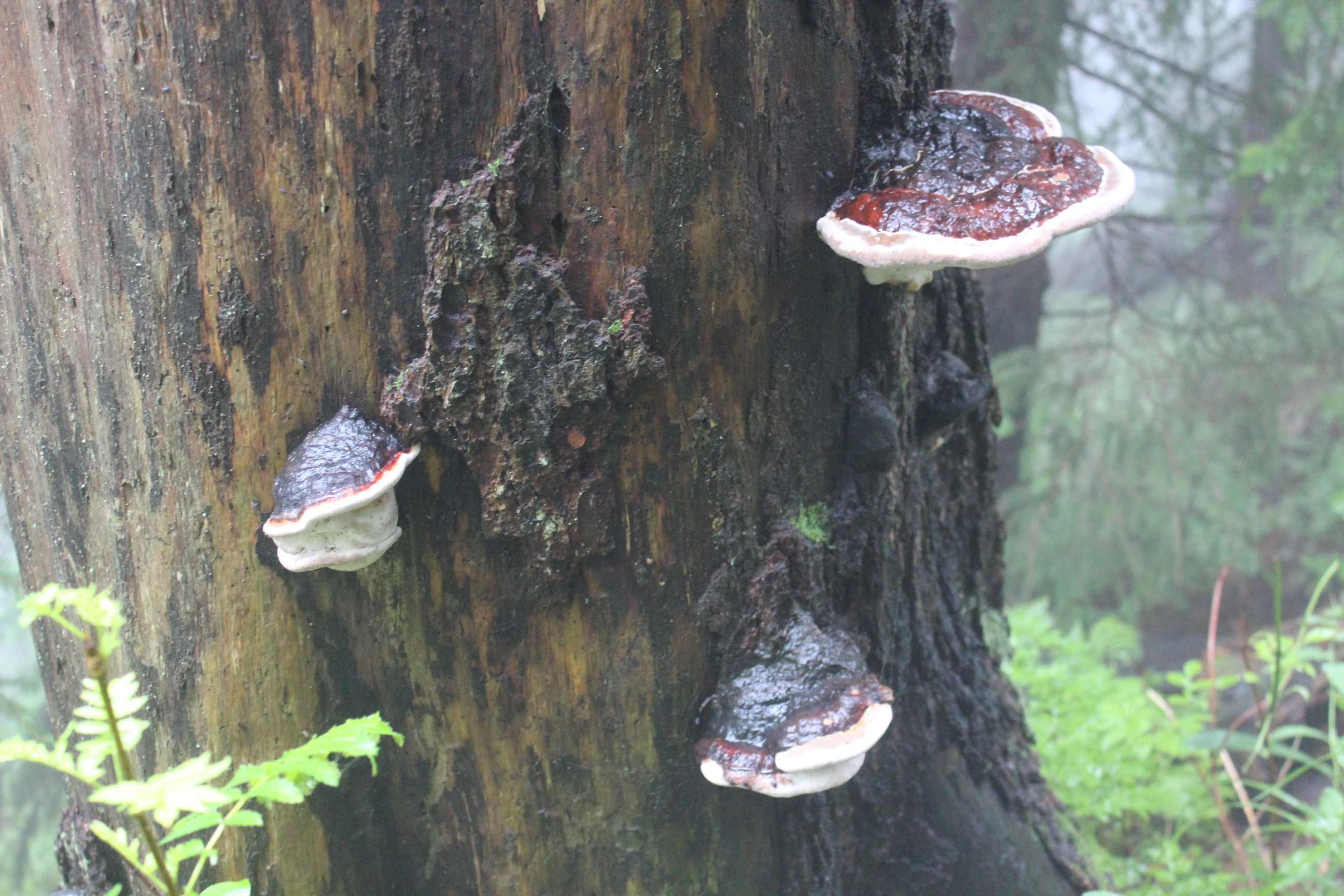